# Segemölla
Segemölla är ett delområde beläget i stadsdelen Kirseberg, Malmö. Området ligger söder om Stockholmsvägen, mellan Inre ringvägen och Sege å, vart ån utgör gräns till Burlövs kommun. Större delen av delområdet upptas av Malmö Burlöv golfklubb, vars golfkomplex är anlagt i den före detta lunden Stjärnelund. På golfkomplexet finns även skyltar med information om dess äldre och forntida historia. Segemölla har även ett koloniområde, ett Scandic-hotell, samt Segevångsbadet där simklubben Ran har sin utomhusverksamhet.
Området har fått sitt namn efter en vattenkvarn som stod vid Sege å fram tills 1802.